# The Devil's Trail (film 1919)
The Devil's Trail è un film muto del 1919 diretto da Stuart Paton, interpretato da Betty Compson e George Larkin.

## Trama
Dubec, un contrabbandiere di alcool che traffica con gli indiani, è ricercato dalla polizia a cavallo che si muove implacabilmente sulle sue tracce. Per vendicarsi, Dubec uccide la moglie del sergente Delisle e rapisce la bambina del poliziotto, Nonette.

## Produzione
Il film fu prodotto dalla World Film con il titolo di lavorazione Rose of the Border che fa riferimento al nome della protagonista della storia, Rose, interpretata da Betty Compson.

## Distribuzione
Distribuito dalla World Film, uscì nelle sale cinematografiche statunitensi il 16 giugno 1919.
Non si conoscono copie ancora esistenti della pellicola che viene considerata presumibilmente perduta.